# Jørgen Roed
Jørgen Pedersen Roed, född 13 januari 1808 i Ringsted, död 9 augusti 1888 i Köpenhamn, var en dansk målare, far till Helena Nyblom och Holger Roed.
Jørgen Roed studerade vid akademien och för Eckersberg och började tidigt måla vardagliga motiv från landsbygden och Köpenhamn (Avsked på Toldboden, 1835) eller arkitektoniska minnesmärken (Roskilde domkyrka vintertid, senast 1837, konstmuseet). Över huvud taget ansågs hans tidiga målningar vara hans bästa. Med stipendium reste han 1837 utomlands, stannade i Italien till 1842, blev medlem av akademien 1844 och var 1862-1887 professor vid modellskolan. 
I Italien hade han med iver studerat Rafael och gjort förtjänstfulla kopior av dennes större arbeten; senare kopierade han Sixtinska madonnan i Dresden (1852). Han målade italienska folklivsbilder och arkitekturmotiv, danska landskap och genretavlor (Skördeflickor vilar sig vid brunnen, Familjeliv i ett fiskeläge på Själland, 1853, konstmuseet), utsikter av slott och domkyrkor och interiörer från dylika (flera av Ribe domkyrka) samt porträtt, bland 
dessa sin moders (1832), självporträtt (1829, 1858), flera kamratporträtt: Küchler (1830) och Küchler som munk (1863, Thorvaldsens museum), Bissen den äldre (1845, konstakademien) och Marstrand (1868).
Hans färg, som aldrig varit stark, blev allt blekare och magrare med åren; det var uteslutande den gedigna teckningen som bar upp hans målningar. Han målade även bibliska bilder - hans största målning är Korsfästelsen (1866) för Frederiksborgs slottskyrka. Han raderade också, försökte sig på gamla dagar som skulptör och högg sin hustrus byst i marmor, gjorde dessutom ritningar till möbler i antik stil samt var en mångsidigt bildad och beläst man. Han är bra representerad i konstmuseet med inemot 20 nummer och i Hirschsprungska museet med 12, i Thorvaldsens museum av Romerskt lantfolk utanför en osteria (1835). Roed finns även representerad vid bland annat Nationalmuseum i Stockholm. 

## Utmärkelser
- Riddare av Dannebrogorden,  1859[9]
- Dannebrogsmännens hederstecken,  1878[9]
- Etatsråd,  1887[9]

[Redigera Wikidata]

## Verk

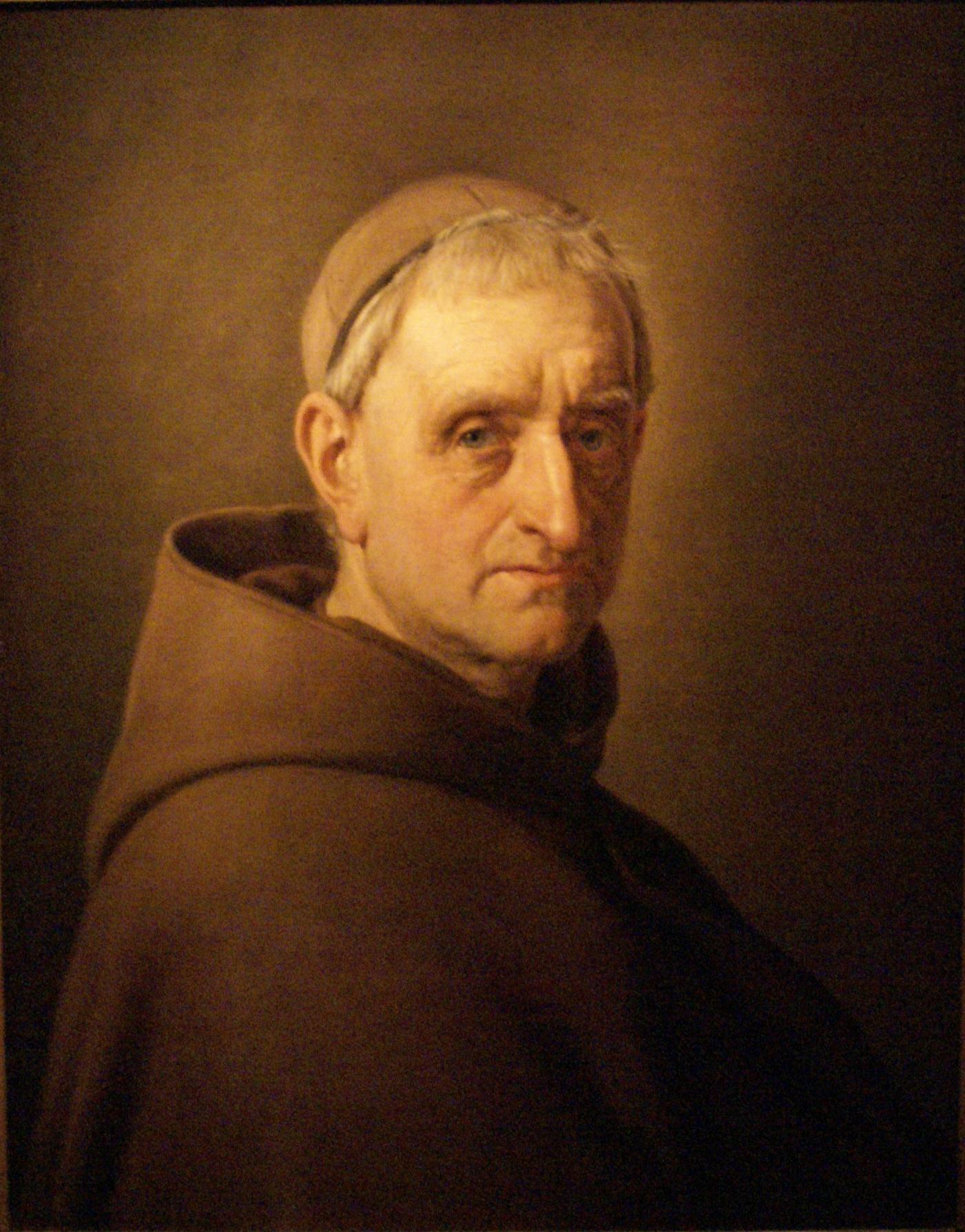
Porträtt av konstnären och munken Albert Küchler (1862).
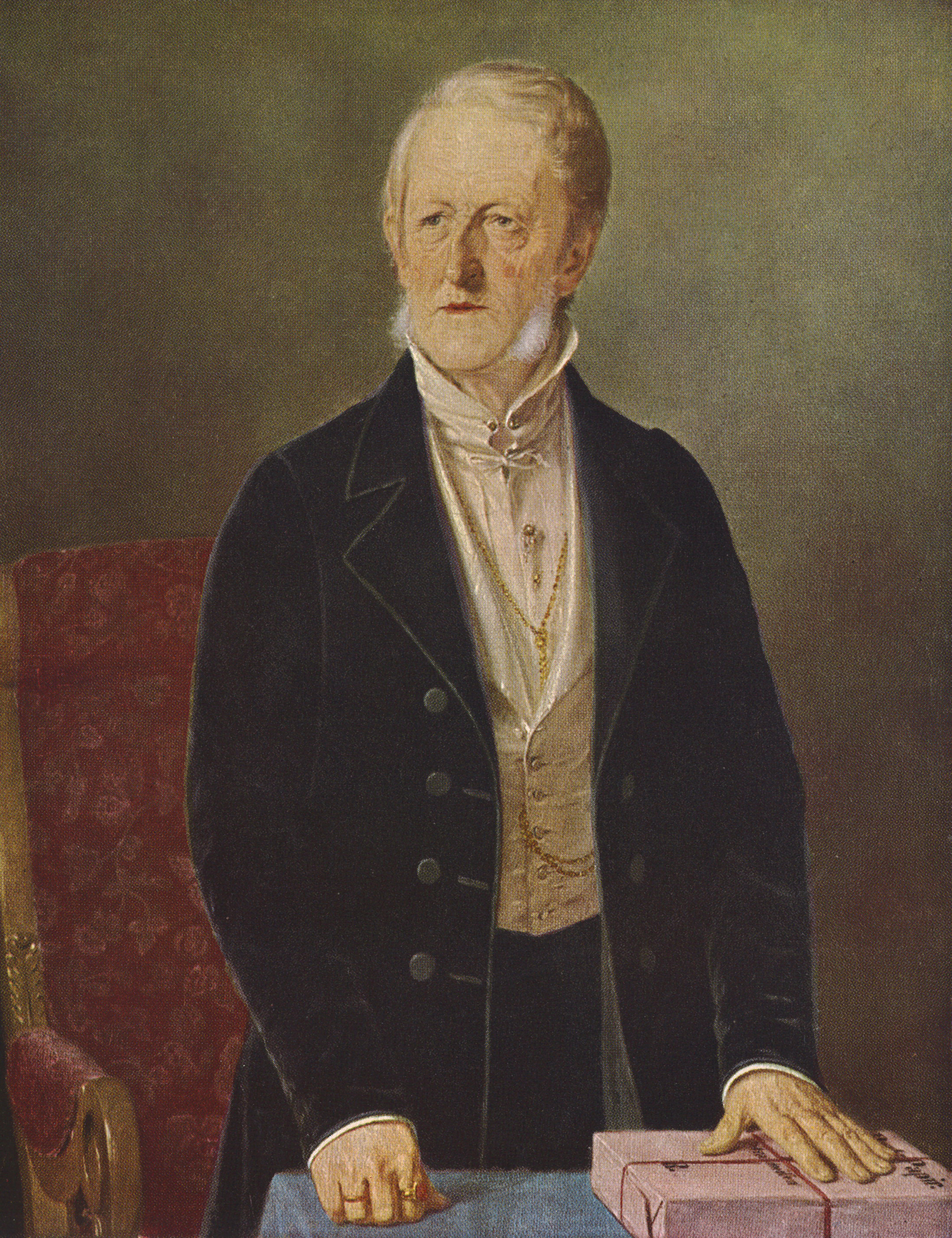
Porträtt av industrimannen och politikern Johan Christian Drewsen (1842).
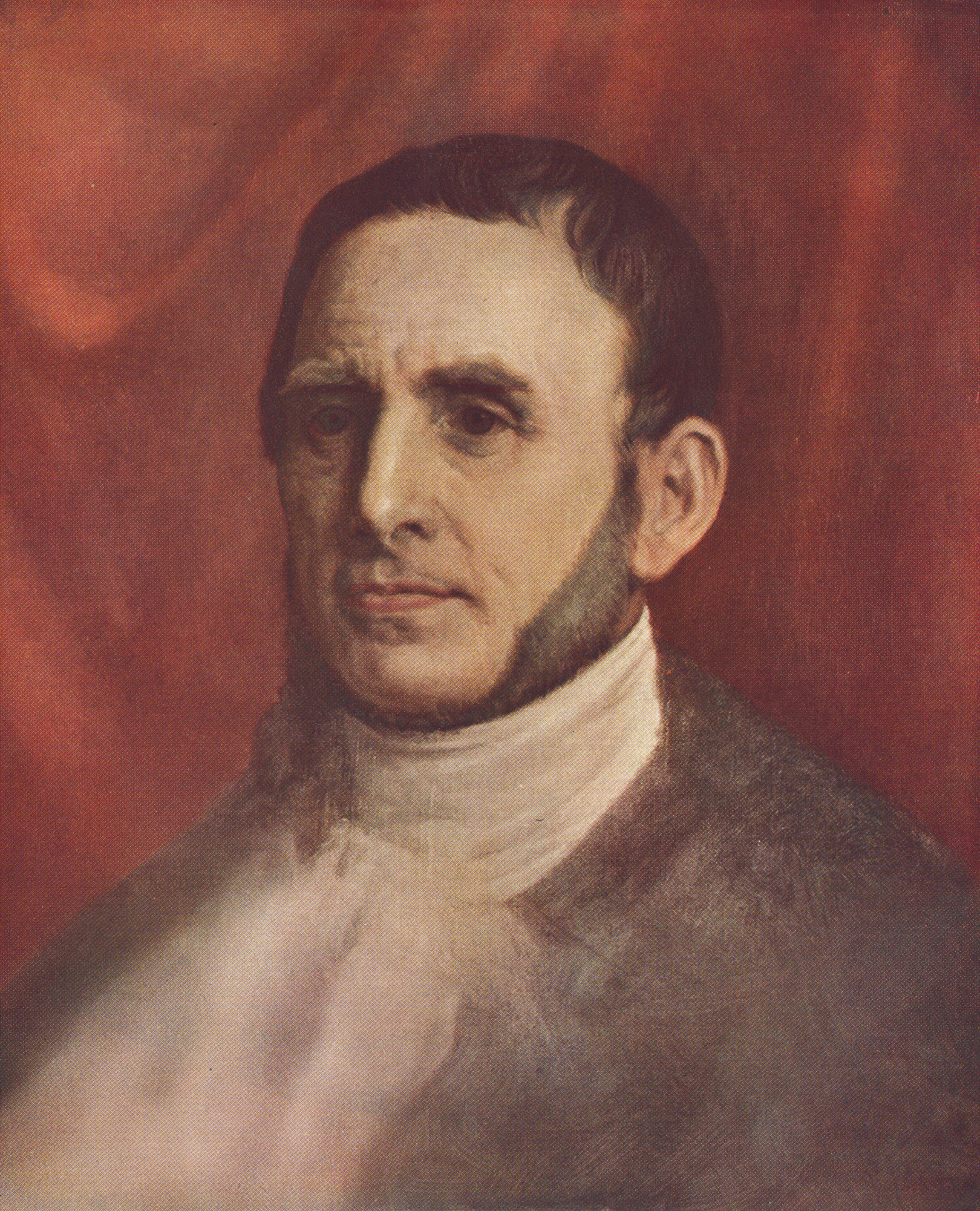
Ofullbordat porträtt av skalden Frederik Paludan-Müller.
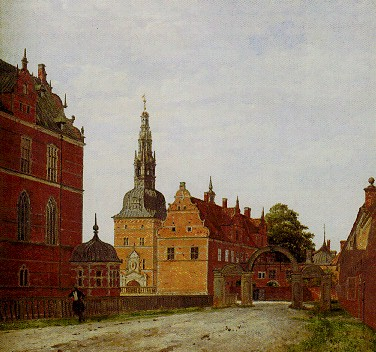
Parti av Frederiksborgs slott (1834-1836).
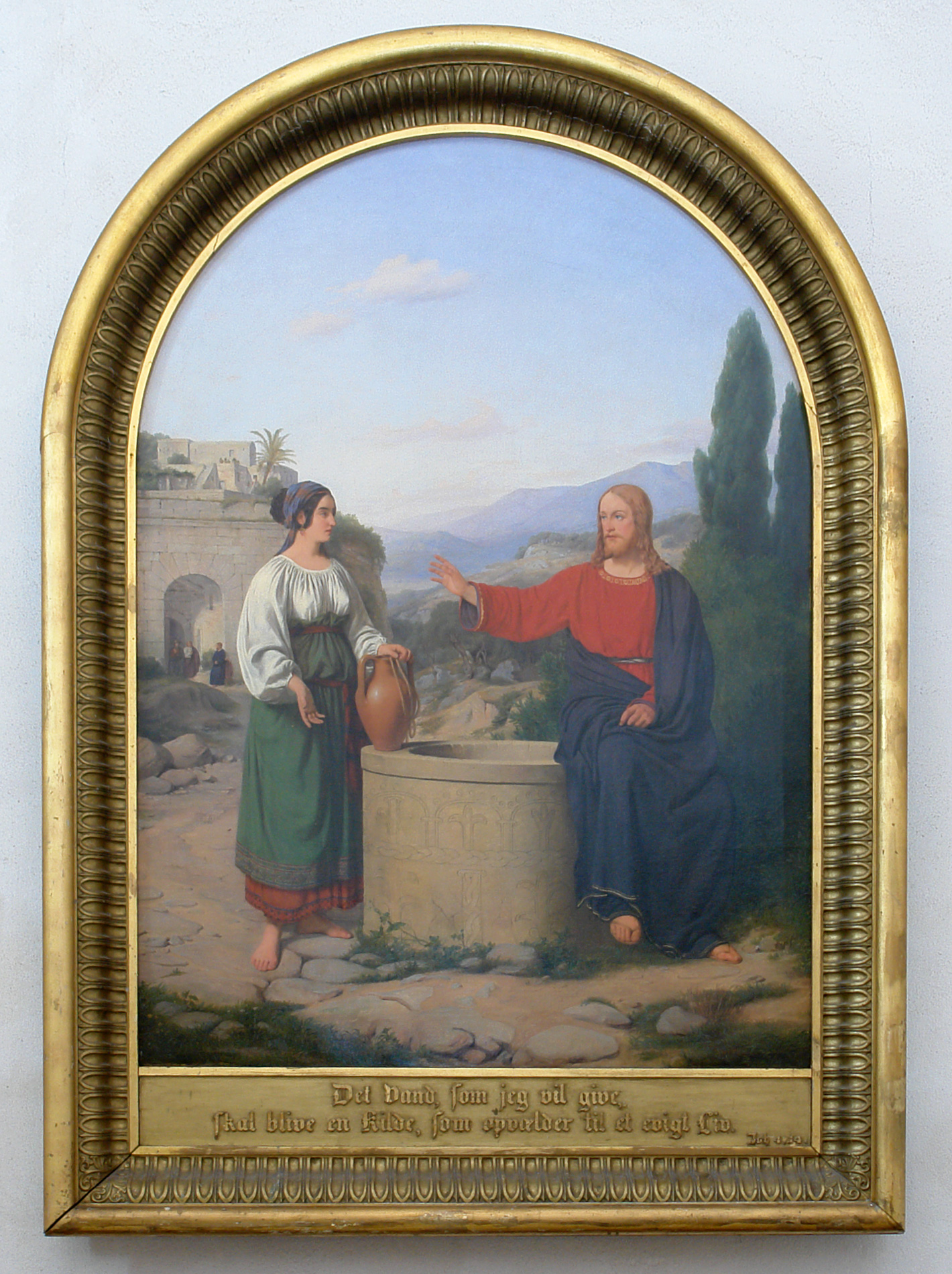
Jesus och samariskan, Nødebo kyrka (1839).